# Mistrzostwa Polski w Podnoszeniu Ciężarów Mężczyzn 2009
79. edycja Mistrzostw Polski w podnoszeniu ciężarów mężczyzn odbyła się w dniach 19-20 września 2009 roku w Polkowicach. 
W imprezie nie wystartował Szymon Kołecki, który kilka dni wcześniej poddał się operacji stawu kolanowego i jego rehabilitacja będzie trwała kilka miesięcy. Bracia Dołęgowie zdominowali rywalizację podczas 79. mistrzostw Polski w podnoszeniu ciężarów rozegranych w Polkowicach. Startowało trzech przedstawicieli rodu i wszyscy wywalczyli medale.

## Wyniki
| Konkurencja: | Złoto:                                     | Wynik         | Srebro:                               | Wynik         | Brąz:                             | Wynik         |
| 56 kg        | Maciej Przepiórkiewicz Ekopak Jatne Otwock | 225 (95+130)  | Marcin Kondziołka Unia Hrubieszów     | 210 (95+115)  | Michał Jurczyk Flota Gdynia       | 203 (93+110)  |
| 62 kg        | Damian Wiśniewski Zawisza Bydgoszcz        | 270 (121+149) | Marcin Gruszka Górnik Polkowice       | 243 (112+131) | Adam Sarzyński Unia Hrubieszów    | 233 (101+132) |
| 69 kg        | Tomasz Rosoł Budowlani Opole               | 285 (128+157) | Marcin Dyka Śląsk Wrocław             | 271 (120+151) | Radosław Chlebosz Śląsk Wrocław   | 269 (118+151) |
| 77 kg        | Roman Kliś Budowlani Opole                 | 327 (147+180) | Krystian Sroka Tarpan Mrocza          | 311 (136+175) | Krzysztof Zwarycz Flota Gdynia    | 311 (141+170) |
| 85 kg        | Adrian Zieliński Tarpan Mrocza             | 358 (165+193) | Igor Wera Atleta Gdańsk               | 298 (132+166) | Marcin Żurawski AKS Myślibórz     | 282 (132+150) |
| 94 kg        | Bartłomiej Bonk Budowlani Opole            | 377 (170+207) | Mariusz Rytkowski Mazovia Ciechanów   | 355 (165+190) | Paweł Koszałka Budowlani Opole    | 345 (154+191) |
| 105 kg       | Robert Dołęga Orlęta Łuków                 | 385 (173+222) | Kornel Czekiel AZS-AWF Biała Podlaska | 381 (170+211) | Daniel Dołęga Ekopak Jatne Otwock | 380 (178+202) |
| +105 kg      | Marcin Dołęga Ekopak Jatne Otwock          | 398 (188+210) | Adam Kraska Górnik Polkowice          | 372 (162+210) | Paweł Najdek Budowlani Opole      | 355 (160+195) |